# .mz
.mzは国別コードトップレベルドメイン（ccTLD）の一つで、モザンビークに割り当てられている。

## セカンドレベルドメイン
以下のセカンドレベルドメインが存在している。
- .co.mz
- .edu.mz
- .gov.mz
- .org.mz